# Lennart Lernhage
Karl Erik Lennart Lernhage, född 22 augusti 1920 i Ljungby, död 21 oktober 2011 i Längbro församling, var en svensk kommunaltjänsteman.
Lernhage, som var son till lantbrukare Fritjof Karlsson och Anna Pettersson, diplomerades från Socialinstitutet i Lund 1950. Han var kommunalassistent i Svedala köping 1950, blev stadsbokhållare i Tranås stad 1951, kommunalkamrer i Viskafors landskommun 1955, var stadskamrerare och tillförordnad kommunalborgmästare i Sävsjö stad 1962–1970 och därefter kommunalkamrer i Sävsjö kommun. Han var ledamot av stadsfullmäktige i Ljungby stad 1947.